# LG Optimus Vu II
LG Optimus Vu II (anche conosciuto come LG Vu 2 nella Corea del sud) è uno ibrido smartphone/tablet ("phablet") Android, pubblicato nel mese di settembre 2012, il suo schermo da 5.0 pollici è di una dimensione tra quella di uno smartphone tradizionale, e di un tablet. Ha un processore da 1,5 Ghz dual-core Krait CPU con Adreno 225 GPU. Il "phablet" ha a bordo Android 4.0.4, aggiornabile ad Android 4.4.2